# 赫恩峰
赫恩峰（英語：Hoehn Peak）是南極洲的山峰，位於維多利亞地，處於莫雷利嶺南端，屬於艾森豪山脈的一部分，海拔高度2,000米，現時由南極條約體系管理。

## 外部連結
- . . United States Geological Survey.   [2012-06-20].

77°38′S 162°18′E / 77.633°S 162.300°E